# IFTMIN
IFTMIN ist ein EDI-Nachrichtenformat zur Übermittlung des „elektronischen Speditionsauftrags“. IFTMIN ist im Rahmen von EDIFACT  definiert und Teil des EANCOM-Subsets.
Eine IFTMIN-Nachricht enthält typischerweise den Absender, die Spedition und mehrere Empfänger. Jedem Empfänger sind ein oder mehrere Packstücke zugeordnet, die in der Regel über NVEs identifiziert werden. IFTMIN wendet sich ausschließlich an Speditionen. Dem Kunden wird eine Lieferung als elektronisches Lieferavis per DESADV-Nachrichten (Dispatch Advice) angekündigt.
IFTMIN-Nachrichten sind das EDIFACT-Äquivalent von Fortras-BORD-Nachrichten.